# Rengsjö SK
Rengsjö SK är en fotbollsförening i Rengsjö i Hälsingland som spelar i Division 3 södra Norrland. Rengsjö SK vann 2009 Ljusnan cup. Bland noterbara spelare som tidigare spelat för klubben finns Johan Oremo. Rengsjö spelar sina hemmamatcher på Rengsjö IP (gräs) men även Solrosens IP (konstgräs) i Bollnäs används. 
Rengsjö blev 2012 distriktsmästare i fotboll i Hälsingland. Det var klubbens första DM-tecken.